# Goliathopsis velutinus
Goliathopsis velutinus är en skalbaggsart som beskrevs av Pouillaude 1913. Goliathopsis velutinus ingår i släktet Goliathopsis och familjen Cetoniidae. Inga underarter finns listade i Catalogue of Life.